# Фара (Костел)
Фара (словен. Fara) — поселення в общині Костел, регіон Південно-Східна Словенія, Словенія. Висота над рівнем моря: 227,9 м.